# Charles Tolliver
Charles Tolliver (ur. 6 marca 1942 w Jacksonville) – amerykański trębacz i kompozytor jazzowy, wraz ze Stanleyem Cowellem współzałożyciel w 1971 wytwórni Strata-East.

## Dyskografia
Opracowano na podstawie materiału źródłowego.

### Jako lider
- Paper Man (Freedom, 1968)
- The Ringer (Freedom, 1969)
- Live at Slugs’ (Strata-East, 1970)
- Music Inc. (Strata-East, 1971)
- Impact: Recorded Live at the Domicile (Enja, 1972)
- Live at the Loosdrecht Jazz Festival (Strata-East, 1972)
- Live in Tokyo (Strata-East, 1973)
- Impact (Strata-East, 1975)
- Compassion (Strata-East, 1977)
- Live in Berlin at the Quasimodo (Strata-East, 1988)
- With Love (Blue Note, 2007)
- Emperor March: Live at the Blue Note (Half Note, 2009)

### Jako sideman
Roy Ayers:
- Virgo Vibes (Atlantic, 1967)
- Stoned Soul Picnic (Atlantic, 1968)

Gary Bartz:
- Another Earth (Milestone, 1969)

Booker Ervin:
- Structurally Sound (Pacific Jazz, 1966)
- Booker ‘n’ Brass (Pacific Jazz, 1967)

Andrew Hill:
- One for One (Blue Note, 1965, 1969, 1970)
- Dance with Death (Blue Note, 1968)
- Time Lines (Blue Note, 2006)

Jackie McLean:
- It’s Time! (Blue Note, 1964)
- Action (Blue Note, 1964)
- Jacknife (Blue Note, 1965)

Oliver Nelson:
- Swiss Suite (Flying Dutchman, 1971)

Max Roach:
- Members, Don’t Git Weary (Atlantic, 1968)

Horace Silver:
- Serenade to a Soul Sister (Blue Note, 1968)

McCoy Tyner:
- Song for My Lady (Milestone, 1972)

Gerald Wilson:
- Live and Swinging (Pacific Jazz, 1967)